# Devotion (2022)
Devotion (deutsch: „Hingabe“) ist ein US-amerikanisches Kriegsdrama von Regisseur J. D. Dillard aus dem Jahr 2022, das auf dem Roman Devotion: An Epic Story of Heroism, Friendship, and Sacrifice des US-amerikanischen Autors Adam Makos basiert. In den Hauptrollen verkörpern Glen Powell und Jonathan Majors zwei Navy-Piloten, die im Jahr 1950 im Koreakrieg kämpfen.
Der Film feierte am 12. September 2022 auf dem Toronto International Film Festival seine Weltpremiere, kam am 23. November 2022 in die US-amerikanischen Kinos und wurde in Deutschland am 20. Januar 2023 in das Programm von Netflix aufgenommen.

## Handlung
Im März 1950 wird der Kampfpilot Thomas J. Hudner auf eine Militärbasis der US Navy in Rhode Island verlegt, wo er innerhalb des Jagdgeschwaders VF-32 auf den afroamerikanischen Kampfpiloten Jesse Brown trifft. Dieser tritt Tom gegenüber zunächst kühl auf, da er in der Vergangenheit Opfer von Rassismus wurde und glaubt, seine Familie vor der Welt beschützen zu müssen. Als Tom für einen Trainingsflug zu Jesses Wingman ernannt wird, beginnt sich die Stimmung zwischen beiden zu lockern. Tom nimmt seinen Kameraden fortan von der Arbeit mit, da dessen Auto liegen geblieben ist, und wird im Gegenzug Jesses Frau Daisy und seiner Tochter Pam vorgestellt.
In den folgenden Monaten werden die veralteten Bearcats der Einheit durch leistungsstärkere Corsairs ersetzt. Insbesondere Jesse hat in der Anfangszeit mit dem eingeschränkten Sichtfeld des neuen Flugzeugs zu kämpfen und schafft es erst nach mehreren Versuchen, die Maschine sicher auf einem Flugzeugträger zu landen. Nachdem die gesamte Einheit mit den Corsairs vertraut gemacht wurde, werden die Kampfpiloten im Mai 1950 ins Mittelmeer beordert, wo sie im Zuge des Kalten Krieges den Aggressionen der Sowjetunion in Europa vorbeugen sollen. Vor der Abreise muss Tom gegenüber Daisy versprechen, gut auf ihren Ehemann aufzupassen.
Im Mittelmeer kommt der Kampfpilot Carol Mohring bei einem Testflug ums Leben. Tom macht menschliches Versagen für den Unfall verantwortlich und wirft Mohring vor, nicht auf die Anweisungen gehört zu haben. Jesse erzählt ihm daraufhin von rassistischen Vorfällen während seiner Ausbildung und verdeutlicht Tom so, dass er es ohne eigene Entscheidungen niemals in die Navy geschafft hätte. Die Freundschaft zwischen beiden wird daraufhin noch enger, als Jesse mehrfach bei verbalen Angriffen durch andere Soldaten von Tom verteidigt wird. In Cannes besuchen beide bei einem Landurlaub Casinos und treffen auch auf die Schauspielerin Elizabeth Taylor.
Da in der Zwischenzeit der Koreakrieg ausgebrochen ist, wird das Jagdgeschwader im November 1950 ins Japanische Meer verlegt. Die Einheit soll den Vormarsch chinesischer Truppen in Nordkorea verhindern und daher zwei Brücken in Sinŭiju zerstören. Während des Einsatzes steht die Einheit plötzlich unter starkem Beschuss durch Flugabwehrfeuer von der chinesischen Seite des Flusses, die nicht angegriffen werden darf, weshalb Tom nach der Zerstörung der ersten Brücke den Abbruch der Mission befiehlt. Da Jesse noch Raketen zur Verfügung hat, widersetzt er sich dieser Anweisung und kann die zweite im Alleingang vernichten. Obwohl die Einheit später die Entscheidung von Jesse verteidigt, bekommt der Kampfpilot wegen Befehlsmissachtung Probleme bei seinem Vorgesetzten und wird von zukünftigen Beförderungen ausgeschlossen.
Kurze Zeit später soll die Einheit Luftunterstützung für belagerte Bodensoldaten in Hagaru geben. Die Operation gelingt, doch Jesses Flugzeug wird am Öltank getroffen und droht abzustürzen. Mit der Hilfe von Tom gelingt eine Bruchlandung hinter feindlichen Linien, doch Jesse scheint im Flugzeugwrack festzustecken und sich nicht selbst befreien zu können. Auch Tom entschließt sich daher für eine Bruchlandung, während die anderen Piloten der Einheit Hilfe verständigen und zum Flugzeugträger zurückkehren. Auch mit vereinten Kräften schaffen es Tom und Jesse nicht, die verkanteten Wrackteile zu lösen. Obwohl noch ein zu Hilfe geeilter Rettungshubschrauber an der Absturzstelle eintrifft, kann Jesse nicht aus dem Wrack befreit werden und erliegt seinen schweren Verletzungen. Da die chinesischen Truppen vorrücken, muss Tom den Leichnam seines Freundes zurücklassen und allein zum Flugzeugträger zurückkehren. Sein Vorgesetzter Dick Cevoli entscheidet sich im Anschluss dazu, beide Flugzeuge durch eine Luftoperation zerstören zu lassen, damit sie nicht in feindliche Hände fallen.
Einige Monate später wird Tom von Präsident Harry S. Truman die Medal of Honor verliehen, während Jesse posthum das Distinguished Flying Cross zugesprochen wird. Auf der Zeremonie ist auch Daisy anwesend, die postalisch über den Tod ihres Ehemannes benachrichtigt wurde. Tom entschuldigt sich bei ihr für sein Versagen, doch Daisy verzeiht ihm und gibt an, nur gewollt zu haben, dass Tom stets an der Seite ihres Ehemannes ist.

## Produktion

### Entstehung und Besetzung
Nachdem der Schauspieler Glen Powell im Jahr 2017 auf den Roman Devotion: An Epic Story of Heroism, Friendship, and Sacrifice des US-amerikanischen Autors Adam Makos aus dem Jahr 2014 aufmerksam wurde, begann er mit der Entwicklung einer Filmadaption. In dem Werk thematisiert Makos die reale Geschichte der US-amerikanischen Navy-Kampfpiloten Jesse Brown und Thomas J. Hudner im Koreakrieg, zwischen denen trotz unterschiedlicher sozialer Herkunft eine enge Partnerschaft entstand. Das Produktionsunternehmen Black Label Media sicherte sich im März 2018 die Verfilmungsrechte am Roman, der von den Drehbuchautor Jake Crane und Jonathan A. Stewart für die Leinwand adaptiert wurde. Powell selbst übernahm die Hauptrolle des Piloten Tom Hudner und traf sich im Zuge der Entwicklung auch persönlich mit dem Veteranen. Als Produzenten fungierten Molly Smith, Thad Luckinbill, Rachel Smith und Trent Luckinbill, während Jon Schumacher als Executive Producer tätig war.
Im Oktober 2019 wurde der Regieposten mit J. D. Dillard besetzt, dessen Vater selbst ein Pilot der Blue Angels war und als Berater für den Film fungierte. Für die zweite Hauptrolle des Piloten Jesse Brown wurde im Dezember desselben Jahres Jonathan Majors verpflichtet. Im Folgejahr sicherte sich Sony die US-amerikanischen Vertriebsrechte, während der Verleih STX das Filmprojekt im Rahmen des Toronto International Film Festivals international verkaufen sollte. Der Besetzung schlossen sich im Februar 2021 Christina Jackson, Serinda Swan, Joe Jonas und Thomas Sadoski an. Während Jackson als Browns Ehefrau Daisy zu sehen ist, verkörpert Swan die Schauspielerin Elizabeth Taylor. Jonas übernahm als Pilot Marty Goode erstmals eine größere Filmrolle.

### Dreharbeiten und Filmmusik

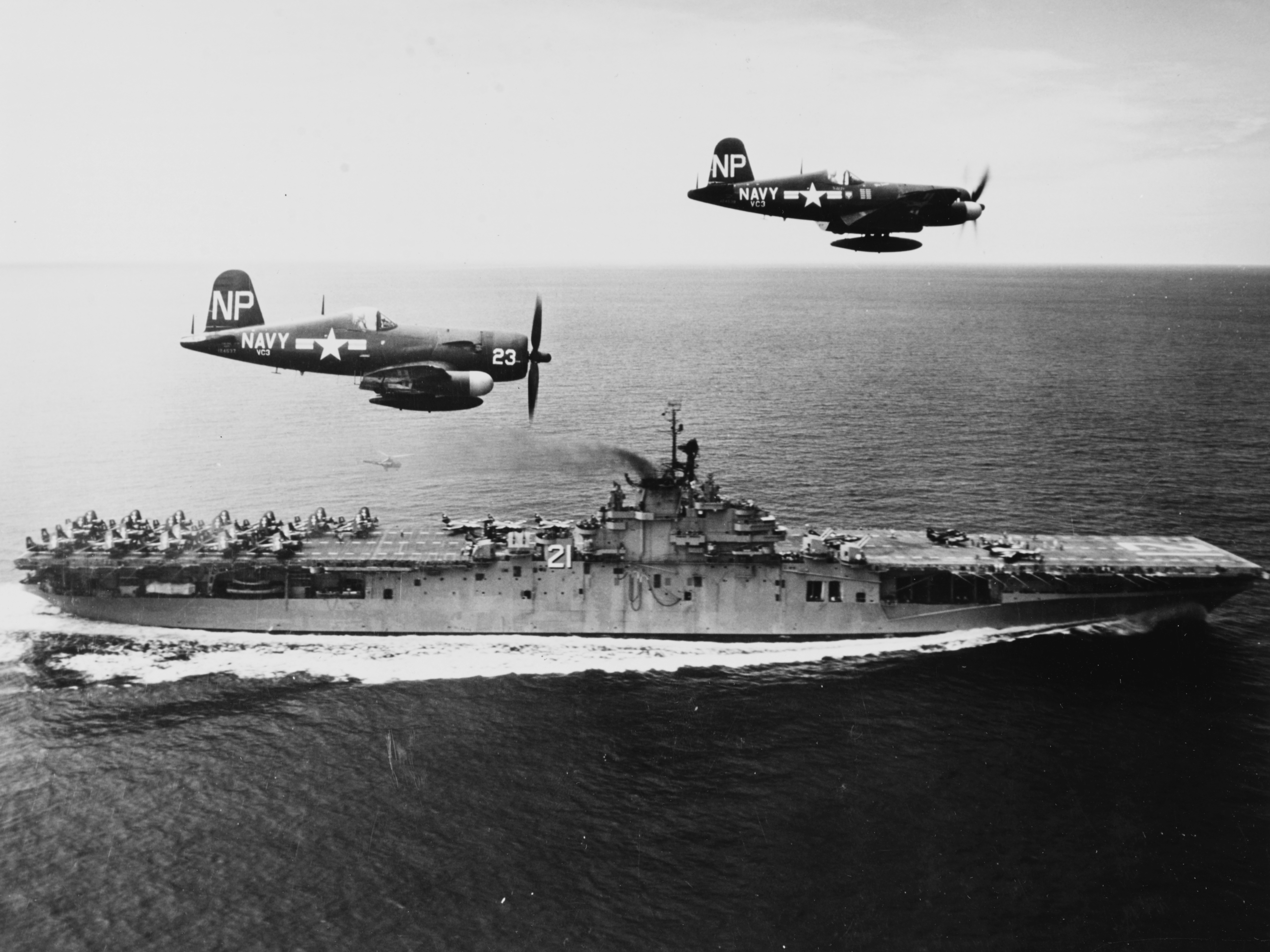
Corsairs der US Navy im Jahr 1951 im Koreakrieg

Die Dreharbeiten mit Kameramann Erik Messerschmidt begannen am 3. Februar 2021 in Savannah, Georgia, das als Kulisse für Nordkorea, China, Rhode Island und Cannes diente. Parallel dazu entstanden über Wenatchee und Pasco in Washington zwei Monate lang Flugaufnahmen unter der Leitung von Flugkoordinator Kevin LaRosa Jr. und Kameramann Michael FitzMaurice, die zuvor bereits bei Top Gun: Maverick zusammengearbeitet hatten. Ursprünglich sollte Kanada als Kulisse für die nordkoreanischen Berge dienen, doch aufgrund von Reisebeschränkungen im Zuge der COVID-19-Pandemie musste dieser Plan verworfen werden. Für die Flugaufnahmen kamen neben einem alten Sikorsky-Helikopter auch elf Museumsflugzeuge zum Einsatz, darunter Bearcats, Corsairs, Skyraiders und MiGs, die den historischen Vorbildern entsprechend neu lackiert wurden. Als Kamerafahrzeuge dienten Helikopter in schwer zugänglichen Bergregionen und der sogenannte „CineJet“, ein Leichtflugzeug, an dessen Front eine Kamera montiert wurde.
Nachdem die Aufnahmen in Washington abgeschlossen waren, wurden die Flugzeuge und Piloten nach Savannah verlegt, damit direkt mit den Darstellern gedreht werden konnte. Um den Schauspielern das Fliegen in echten Flugzeugen und die realistische Darstellung der g-Kräfte zu ermöglichen, wurde eine Sea Fury im Stile einer Bearcat umgestaltet. Dank der ähnlichen Bauart konnten die Darsteller so für Cockpitaufnahmen auf dem Rücksitz der Maschine mitfliegen. Weitere Aufnahmen entstanden in Columbia und zwischen dem 17. März und 7. April 2021 auf dem County Airport in Statesboro, wo eine Holzkonstruktion im Stile eines Flugzeugträgers errichtet wurde. Insgesamt waren die Museumsflugzeuge für die Dreharbeiten jeweils bis zu 100 Stunden in der Luft. Für realistische Soundeffekte nahm Tontechniker Matt Yocum in Oregon Tonaufnahmen von einer historischen Corsair aus dem Jahr 1950 auf.
Die Filmmusik komponierte die US-Amerikanerin Chanda Dancy. Die Violinistin schrieb für alle Hauptfiguren individuelle Themes und komponierte auch im Hintergrund laufende Jazzmusik, wollte im Gegensatz zu anderen Genrevertretern allerdings keinen allzu heroischen Score erschaffen. Die fertige Filmmusik wurde schließlich von 109 Musikern über acht Tage hinweg in Nashville eingespielt. Da die Ocean Way Studios dabei räumlich begrenzt waren, mussten Streicher, Holzbläser, Blechbläser, Perkussionisten und der Chor unabhängig voneinander aufgenommen werden. Daneben steuerte der Darsteller Joe Jonas gemeinsam mit dem Sänger Khalid den Song Not Alone zum Soundtrack bei, der während des Abspanns gespielt wird.

### Veröffentlichung
Ein erster Teaser zum Film wurde am 26. Mai 2022 veröffentlicht, ehe zwei weitere Trailer am 1. August und am 8. November 2022 folgten. Devotion feierte am 12. September 2022 auf dem Toronto International Film Festival seine Weltpremiere und eröffnete am 19. Oktober 2022 das Film Fest 919 in Chapel Hill, North Carolina. In den Vereinigten Staaten sollte der Film ursprünglich am 14. Oktober 2022 in ausgewählte Kinos kommen, ehe am 28. Oktober der reguläre Kinostart erfolgen sollte. Später wurde der US-Starttermin auf den 23. November 2022 verschoben.
In den Vereinigten Staaten wurde Devotion am 8. Januar 2023 digital veröffentlicht und war auch auf Paramount+ verfügbar. In Deutschland wurde der Film am 20. Januar 2023 in das Programm von Netflix aufgenommen.
Im Zuge der Veröffentlichung wurden die Piloten Jesse Brown und Thomas J. Hudner in die „Hall of Heroes“ des National Museum of Naval Aviation aufgenommen. Regisseur J. D. Dillard und Teile der Besetzung stellten den Film überdies im US-amerikanischen Verteidigungsministerium vor.

## Synchronisation
Die deutsche Synchronisation entstand nach einem Dialogbuch von Jan Fabian Krüger und unter der Dialogregie von Torsten Sense bei RRP Media.
| Rolle                            | Darsteller        | Synchronsprecher       |
| -------------------------------- | ----------------- | ---------------------- |
| Lieutenant Thomas J. Hudner      | Glen Powell       | Florian Hoffmann       |
| Ensign Jesse Brown               | Jonathan Majors   | Fabian Oscar Wien      |
| Daisy Brown                      | Christina Jackson | Katharina Schwarzmaier |
| Lieutenant Commander Dick Cevoli | Thomas Sadoski    | Peter Lontzek          |
| Ensign Bill Koenig               | Daren Kagasoff    | Tino Mewes             |
| Ensign Marty Goode               | Joe Jonas         | Patrick Roche          |
| Ensign Bo Lavery                 | Spencer Neville   | Daniel Montoya         |
| Ensign Carol Mohring             | Nick Hargrove     | Benjamin Stöwe         |
| Charlie Ward                     | Joseph Cross      | Daniel Kröhnert        |
| Buddy Gill                       | Boone Platt       | Paul Matzke            |
| Peters                           | Thad Luckinbill   | Mario Klischies        |
| Elizabeth Taylor                 | Serinda Swan      | Maxi Geithner          |

## Rezeption

### Altersfreigabe
In den Vereinigten Staaten erhielt Devotion von der MPA aufgrund der Sprache, Kriegsaction, Gewalt und Rauchens ein PG-13-Rating. In Deutschland wurde der Film von Netflix mit einer Altersempfehlung ab 12 Jahren versehen.

### Kritiken
Devotion konnte 81 % der 123 bei Rotten Tomatoes gelisteten Kritiker überzeugen und erhielt dabei eine durchschnittliche Bewertung von 6,7 von 10 Punkten. Als zusammenfassendes Fazit zieht die Seite, der Film sei ein geradliniges Biopic, das die wahre Geschichte ehre, ein wirkungsvolles Drama abliefere und durch die schauspielerischen Leistungen der talentierten Besetzung besteche. Bei Metacritic erhielt Devotion basierend auf 30 Kritiken einen Metascore von 66 von 100 möglichen Punkten.

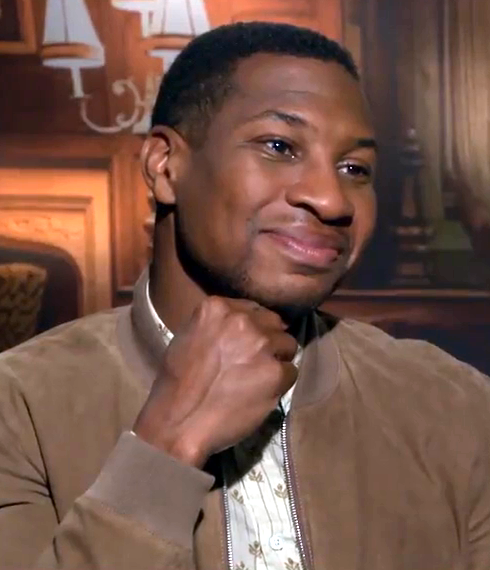
Jonathan Majors spielt Jesse Brown

Peter Debruge bezeichnet Devotion in seiner Filmkritik für Variety als kantiges, aber zufriedenstellendes Social-Justice-Drama vor dem Hintergrund des Koreakriegs, das zwar mit Flugaufnahmen glänze, sich im Kernstück allerdings auf die Freundschaft zwischen den Kampfpiloten Tom Hudner und Jesse Brown konzentriere. Mit Elemente aus Green Book und Red Tails fokussiere sich der Film dabei nicht nur auf die außergewöhnlichen Fähigkeiten des Afroamerikaners Brown, sondern insbesondere auf die besondere Verbindung zum weißen Hudner. Abgesehen von Joe Jonas würden die anderen nur vage geschriebenen Kampfpiloten dadurch zwar miteinander verschwimmen, doch insbesondere die Zentrierung auf den von Glen Powell verkörperten Tom Hudner zahle sich zum Ende hin aus, wenn seine Figur lernen müsse, wie sie ein guter Verbündeter sein könne. Devotion werde zwar immer dann am interessantesten, wenn der Film die Perspektive des von Jonathan Majors gespielten Jesse Brown einnehme, doch die Entscheidung von Regisseur J. D. Dillard über den Erzählfokus sei nachvollziehbar, da er dem Publikum nicht zu viel Hässlichkeit des Rassismus zumuten wolle.
Amy Nicholson von der New York Times lobt insbesondere das von Jake Crane und Jonathan A. Stewart adaptierte Drehbuch, welches Jesse Brown im Gegensatz zur Romanvorlage vermenschliche und klar als Opfer von Rassismus darstelle. Regisseur J. D. Dillard schaffe es, tief in die nach außen hin versteckte Gefühlswelt des Kampfpiloten einzutauchen und einen Mann zu enthüllen, der nicht als Sonderfall gelten wolle. Auch wenn Devotion abseits dessen dazu neige, wie das Militär einst selbst wild durch Zeit und Orte zu springe, bilde die Freundschaft zwischen Brown und Hudner eine erzählerische Grundlage des Films. Dillards Neugier für diese oft übersehene Übergangszeit innerhalb der US-amerikanischen Geschichte verleihe der Erzählung Grautöne und erzeuge einen Fokus auf eher unheroische Momente. Als Fazit zieht Nicholson, auch wenn Devotion emotional nicht ganz packend wäre, sei er als intellektuelle Demontage weißer Rettererzählungen geschickt gemacht.
Enttäuscht zeigt sich Leah Greenblatt von Entertainment Weekly, für die Devotion auf dem Papier zwar ein wenig wie Top Gun: Maverick mit einer inspirierenden Geschichte aus dem wahren Leben aussehe, aber seltsam langweilig sei. Das Drehbuch weise dramaturgische Defizite auf und lenke so sehr von der eigentlichen Geschichte ab, dass es dem Publikum schwer falle, wirklich mit den beiden Hauptfiguren mitzufiebern. Regisseur J. D. Dillard inszeniere das Biopic zwar kompetent und pflichtbewusst, wodurch einige erschütternde Flugsequenzen entstehen würden, allerdings vollkommen ohne Flair. So müssten sich die beiden talentierten und charismatischen Hauptdarsteller Glen Powell und Jonathan Majors stets bemühen, den nur spärlichen Dialogen eine tiefere Bedeutung zu verleihen.
Auch Michael Rechtshaffen zieht in seiner Kritik für den Hollywood Reporter ein negatives Fazit und urteilt, trotz einer leidenschaftlichen und emotional mitreißenden Darbietung von Jonathan Majors nehme Devotion nur selten an Fahrt auf. Der Film habe keinerlei dramaturgische Tiefe und präsentiere die üblichen Kriegs-Plattitüden mit steifen Dialogen. Von J. D. Dillard eingelegte dramaturgische Pausen stünden der Spannung und Dynamik im Wege und auch sonst weise Devotion langwierige sowie unnötige Szenen auf. Der von Hauptdarsteller Glen Powell verkörperte Tom Hudner werde fast gänzlich ohne Hintergrundgeschichte oder Tiefe eingeführt, habe nicht viel zu tun und komme nur dann zum Einsatz, wenn er den von Majors gespielten Jesse Brown retten müsse. Einziger Lichtblick seien die belebenden Flugsequenzen von Kameramann Erik Messerschmidt, doch ohne diese bleibe nichts weiter als eine langweilige, leere Hülle zurück.

### Einspielergebnis
Am Startwochenende konnte Devotion mit einem Einspielergebnis von 9 Millionen US-Dollar den vierten Platz der US-amerikanischen Kino-Charts belegen. Die weltweiten Einnahmen aus Kinovorführungen belaufen sich auf 21,77 Millionen US-Dollar, von denen der Film allein 20,51 Millionen im nordamerikanischen Raum erwirtschaften konnte. Teile der Gewinne wurden dabei der neugegründeten Brown Hudner Navy Scholarship Foundation gespendet, die seit 2023 die schulische Ausbildung von Kindern von Militärangehörigen finanziell unterstützt.

### Auszeichnungen
Im Rahmen der Oscarverleihung 2023 wurde der von Chanda Dancy komponierte Score in der Shortlist der Kategorie Beste Filmmusik berücksichtigt.
AAFCA Awards 2023
- Aufnahme in die Liste der zehn besten Filme des Jahres 2022[38]

Black Reel Awards 2023
- Nominierung als Bester Film
- Nominierung als Bester Hauptdarsteller (Jonathan Majors)
- Nominierung für das Beste Szenenbild (Wynn Thomas)[39]

Middleburg Film Festival 2022
- Auszeichnung mit dem „Publikumspreis“[25]

NAACP Image Awards 2023
- Nominierung als Bester Hauptdarsteller (Jonathan Majors)[40]

North Carolina Film Critics Association Awards 2022
- Nominierung für den „Ken Hanke Memorial Tar Heel Award“ (Jonathan Majors)[41]